# Tuberculosa
Genre
Tuberculosa est un genre d'araignées aranéomorphes de la famille des Lycosidae.

## Distribution
Les espèces de ce genre sont endémiques d'Australie. Elle se rencontre au Queensland et au Territoire du Nord.

## Liste des espèces
Selon World Spider Catalog (version 17.0, 20/04/2016) :
- Tuberculosa austini Framenau & Yoo, 2006
- Tuberculosa harveyi Framenau & Yoo, 2006
- Tuberculosa hoggi (Framenau & Vink, 2001)
- Tuberculosa monteithi Framenau & Yoo, 2006

## Publication originale
- Framenau & Yoo, 2006 : Systematics of the new Australian wolf spider genus Tuberculosa (Araneae: Lycosidae). Invertebrate Systematics, vol. 20, no 2, p. 185-202.